# Aleksander Czernyszow
Aleksander Iwanowicz Czernyszow, ros. Александр Иванович Чернышёв (ur. 10 stycznia 1786 w Moskwie, zm. 1857 w Castellammare di Stabia) – hrabia od 1826, najjaśniejszy książę od 1846, generał adiutant (1812), generał kawalerii (1826), rosyjski dowódca wojskowy, dyplomata, działacz państwowy, którego kariera rozpoczęła się w okresie wojen napoleońskich.

## Życiorys
Od 1802 służył w jednostkach kawalerii Gwardii Cesarskiej. Uczestniczył w wojnie z Francją 1805–1807. Od 1808 wykonywał zadania dyplomatyczne we Francji i Szwecji. Był agentem dyplomatyczno-wojskowym w Paryżu. Na początku I wojny ojczyźnianej 1812 przy carze Aleksandrze I, później w armii czynnej na froncie, dowodził oddziałem kawaleryjskim. Uczestnik zagranicznych wypraw wojennych armii rosyjskiej 1813–1814. Od 1815 w świcie cara, od 1821 dowodził dywizją kawalerii. Od 1826 wchodził jako członek w skład komisji śledczej sądzącej dekabrystów. Od 1827 senator. W 1828 wyznaczony na zastępcę szefa Sztabu Głównego i kierującym Ministerstwem Wojny. W latach 1832–1852 piastował urząd ministra wojny Imperium Rosyjskiego. Przeprowadził w armii szereg reform, które regulowały system kompletowania armii oparty na rekrucie – regulamin 1831, przeprowadził centralizację ministerstwa wojny. Od 1848 przewodniczący Rady Państwa Imperium Rosyjskiego, premier rosyjskiego rządu (1848–1856). Zwolennik dyscypliny metodą pałki i przestarzałej taktyki linearnej. Obwiniany o spowodowanie klęski armii rosyjskiej w wojnie krymskiej 1853–1856.
W 1830 odznaczony Orderem Orła Białego.